# Asmir Begović
Asmir Begović (Trebinje, 20 juni 1987) is een Bosnisch-Canadees doelman in het betaald voetbal. Hij verruilde AFC Bournemouth in juli 2021 voor Everton FC. Begović debuteerde in 2009 in het voetbalelftal van Bosnië en Herzegovina.

## Clubcarrière
Begović werd op zestienjarige leeftijd opgenomen in de jeugdopleiding van Portsmouth. Dat verhuurde hem in 2005 voor een half jaar aan La Louvière, waardoor hij debuteerde in het betaald voetbal. Nadien werd hij nog verhuurd aan Macclesfield Town, Bournemouth, Yeovil Town en Ipswich Town.
Begović tekende  op 1 februari 2010 een contract voor in eerste instantie 3,5 jaar bij Stoke City. Hij maakte zijn debuut voor The Potters op 25 april 2010, tegen Chelsea. Hij viel die wedstrijd na 35 minuten in voor de geblesseerde Thomas Sørensen. Op 1 mei 2010 hield hij tegen Everton voor het eerst de nul op het scorebord voor Stoke. Op 30 oktober 2011 verving Begović de opnieuw geblesseerde Sørensen tegen Everton. Daarna werd hij eerste keus van coach Tony Pulis. Begović scoorde op 2 november 2013 na 13 seconden vanuit zijn eigen strafschopgebied, tegen Southampton. Begović speelde 5,5 jaar voor Stoke City, waarmee hij vier keer tussen de elfde en de veertiende plaats en in zijn laatste twee seizoenen op de negende plaats in de Premier League eindigde.
Hij tekende in juli 2015 vervolgens een contract tot medio 2019 bij Chelsea, op dat moment de regerend landskampioen in Engeland. Bij Chelsea volgde hij Petr Čech op, die jaren eerste keeper was geweest en naar Arsenal FC vertrok. Chelsea betaalde circa 11,2 miljoen euro voor hem. Bij Chelsea kende Begović een slechte start. In de eerste twaalf wedstrijden in de Premier League, kreeg hij 23 doelpunten tegen, waardoor Chelsea afzakte naar de zestiende plaats. Desondanks sprak trainer José Mourinho zijn vertrouwen uit in de sluitpost. Na het ontslag van Mourinho verloor hij zijn basisplaats aan Thibaut Courtois, die de seizoenstart miste wegens een blessure.

## Clubstatistieken
| Seizoen | Club                | Land                  | Competitie          | Competitie | Competitie | Beker | Beker | Internationaal | Internationaal | Totaal | Totaal |
| Seizoen | Club                | Land                  | Competitie          | Wed.       | Dlp.       | Wed.  | Dlp.  | Wed.           | Dlp.           | Wed.   | Dlp.   |
| ------- | ------------------- | --------------------- | ------------------- | ---------- | ---------- | ----- | ----- | -------------- | -------------- | ------ | ------ |
| 2005/06 | Portsmouth FC       | Vlag van Engeland     | Premier League      | 0          | 0          | 0     | 0     | —              | —              | 0      | 0      |
| 2005/06 | → RAA Louviéroise   | Vlag van België       | Jupiler League      | 2          | 0          | 0     | 0     | —              | —              | 2      | 0      |
| 2005/06 | Portsmouth FC       | Vlag van Engeland     | Premier League      | 0          | 0          | 0     | 0     | —              | —              | 0      | 0      |
| 2006/07 | Portsmouth FC       | Vlag van Engeland     | Premier League      | 0          | 0          | 0     | 0     | —              | —              | 0      | 0      |
| 2006/07 | → Macclesfield Town | Vlag van Engeland     | League Two          | 3          | 0          | 0     | 0     | —              | —              | 3      | 0      |
| 2006/07 | Portsmouth FC       | Vlag van Engeland     | Premier League      | 0          | 0          | 0     | 0     | —              | —              | 0      | 0      |
| 2007/08 | → AFC Bournemouth   | Vlag van Engeland     | League One          | 8          | 0          | 1     | 0     | —              | —              | 9      | 0      |
| 2007/08 | Portsmouth FC       | Vlag van Engeland     | Premier League      | 0          | 0          | 0     | 0     | —              | —              | 0      | 0      |
| 2007/08 | → Yeovil Town       | Vlag van Engeland     | Football League One | 2          | 0          | 0     | 0     | —              | —              | 2      | 0      |
| 2008/09 | → Yeovil Town       | Vlag van Engeland     | Football League One | 15         | 0          | 0     | 0     | —              | —              | 15     | 0      |
| 2008/09 | Portsmouth FC       | Vlag van Engeland     | Premier League      | 2          | 0          | 0     | 0     | 0              | 0              | 2      | 0      |
| 2009/10 | Portsmouth FC       | Vlag van Engeland     | Premier League      | 2          | 0          | 2     | 0     | —              | —              | 4      | 0      |
| 2009/10 | → Ipswich Town      | Vlag van Engeland     | Championship        | 6          | 0          | 0     | 0     | —              | —              | 6      | 0      |
| 2009/10 | Portsmouth FC       | Vlag van Engeland     | Premier League      | 7          | 0          | 4     | 0     | —              | —              | 11     | 0      |
| 2009/10 | Stoke City          | Vlag van Engeland     | Premier League      | 4          | 0          | 0     | 0     | —              | —              | 4      | 0      |
| 2010/11 | Stoke City          | Vlag van Engeland     | Premier League      | 28         | 0          | 2     | 0     | —              | —              | 30     | 0      |
| 2011/12 | Stoke City          | Vlag van Engeland     | Premier League      | 23         | 0          | 3     | 0     | 5              | 0              | 31     | 0      |
| 2012/13 | Stoke City          | Vlag van Engeland     | Premier League      | 38         | 0          | 0     | 0     | —              | —              | 38     | 0      |
| 2013/14 | Stoke City          | Vlag van Engeland     | Premier League      | 32         | 1          | 1     | 0     | —              | —              | 33     | 1      |
| 2014/15 | Stoke City          | Vlag van Engeland     | Premier League      | 35         | 0          | 2     | 0     | —              | —              | 37     | 0      |
| 2015/16 | Chelsea FC          | Vlag van Engeland     | Premier League      | 17         | 0          | 3     | 0     | 5              | 0              | 25     | 0      |
| 2016/17 | Chelsea FC          | Vlag van Engeland     | Premier League      | 2          | 0          | 6     | 0     | —              | —              | 8      | 0      |
| 2017/18 | AFC Bournemouth     | Vlag van Engeland     | Premier League      | 38         | 0          | 0     | 0     | —              | —              | 38     | 0      |
| 2018/19 | AFC Bournemouth     | Vlag van Engeland     | Premier League      | 24         | 0          | 0     | 0     | —              | —              | 24     | 0      |
| 2019/20 | AFC Bournemouth     | Vlag van Engeland     | Premier League      | 0          | 0          | 0     | 0     | —              | —              | 0      | 0      |
| 2019/20 | → FK Qarabağ        | Vlag van Azerbeidzjan | Premyer Liqası      | 10         | 0          | 2     | 0     | 5              | 0              | 17     | 0      |
| 2019/20 | → AC Milan          | Vlag van Italië       | Serie A             | 2          | 0          | 0     | 0     | —              | —              | 2      | 0      |
| 2020/21 | AFC Bournemouth     | Vlag van Engeland     | Championship        | 47         | 0          | 4     | 0     | —              | —              | 51     | 0      |
| 2021/22 | Everton             | Vlag van Engeland     | Premier League      | 1          | 0          | 1     | 0     | —              | —              | 2      | 0      |
| Totaal  | Totaal              | Totaal                | Totaal              | 348        | 1          | 31    | 0     | 15             | 0              | 394    | 1      |

## Interlandcarrière

### Canada
Begović kwam uit voor Canada -20 op het WK -20 in Canada in 2007. In november 2008 werd hij voor het Canadees voetbalelftal opgeroepen, maar in een WK-kwalificatiewedstrijd tegen Jamaica zat hij 90 minuten op de bank.

### Bosnië en Herzegovina
Op 21 augustus 2009 ging Begović in op een oproep van Bosnië en Herzegovina. Hij speelde niet in WK-kwalificatiewedstrijden tegen Armenië en Turkije. Hij maakte zijn debuut vervolgens wel in de volgende kwalificatiewedstrijd, tegen Estland. Hij verving in de 92e minuut Kenan Hasagić, toen Bosnië al met 2-0 voorstond. Begović maakte deel uit van de ploeg die zich op dinsdag 15 oktober 2013 plaatste voor het WK voetbal 2014 in Brazilië. Bosnië en Herzegovina won die dag de afsluitende WK-kwalificatiewedstrijd met 1-0 in en tegen Litouwen. Daardoor was de selectie van voormalig bondscoach Safet Sušić de eerste in de geschiedenis die zich namens Bosnië en Herzegovina kwalificeerde voor een WK-eindronde.

## Erelijst
| Premier League | 1x | 2016/17 |

- Qarabağ FK
  - Landskampioen 2019/2020